# هاروارد مارک اول

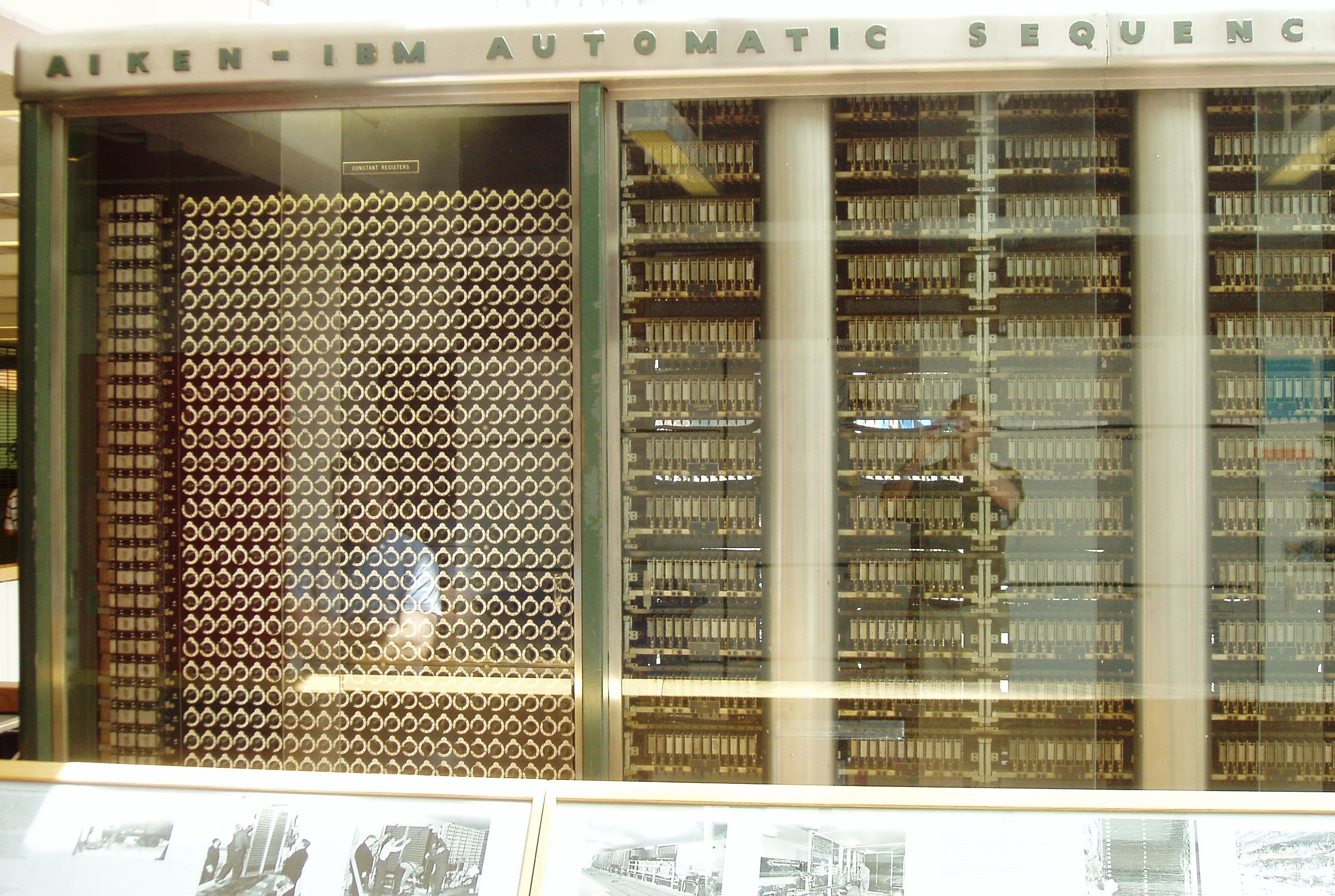
انتهای سمت چپ شامل اجزای محاسباتی الکترومکانیکی بود.

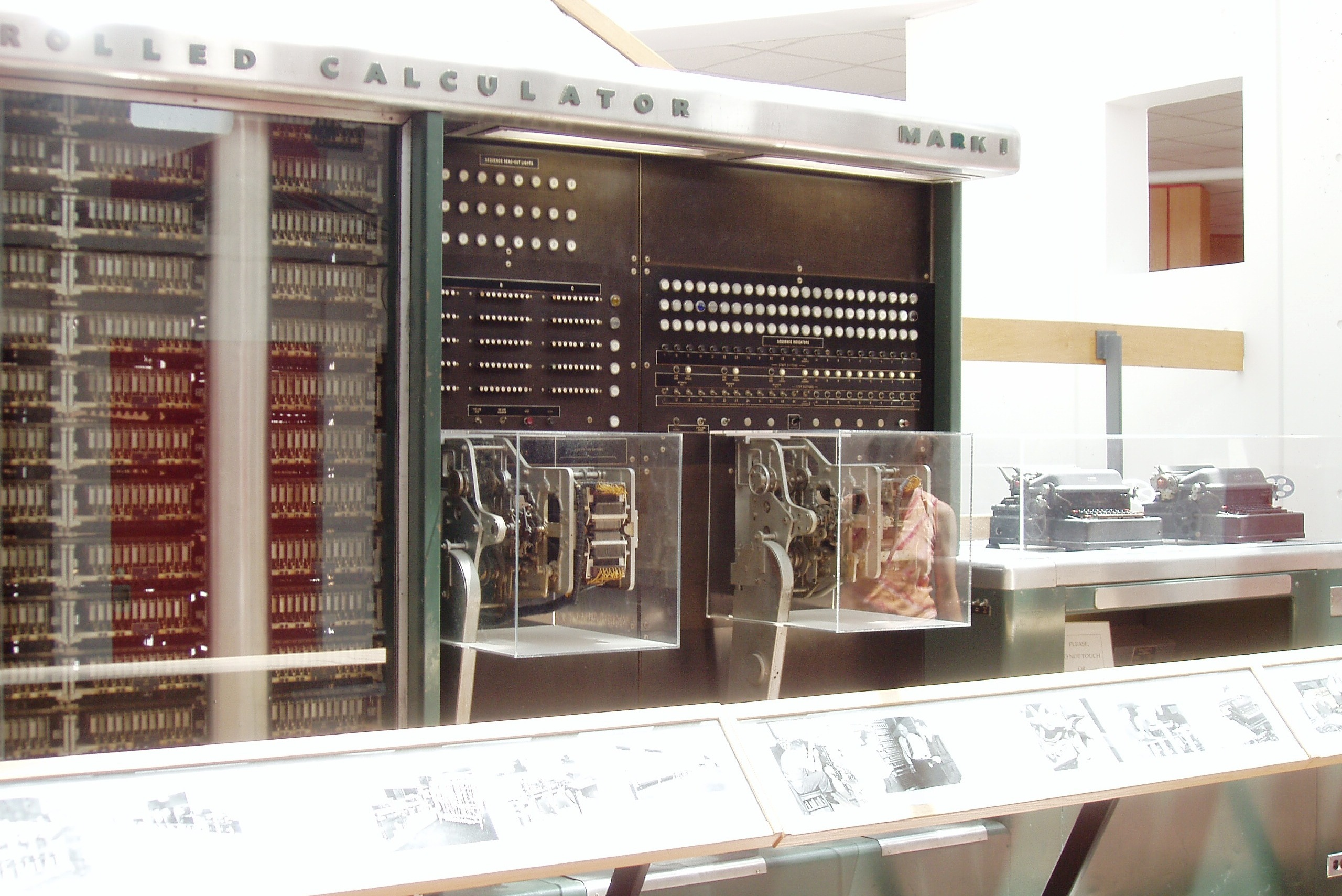
انتهای سمت راست شامل داده‌ها و برنامه‌خوان‌ها و ماشین‌های تحریر خودکار بود.

هاروارد مارک اول یا ماشین حساب کنترل توالی خودکار آی‌بی‌ام ( ASCC )، یکی از اولین کامپیوترهای الکترومکانیکی همه منظوره بود که برای تلاش در لحظات اخر جنگ جهانی دوم مورد استفاده قرار گرفت.
یکی از اولین برنامه هایی که بر روی مارک اول اجرا شد در 29 مارس 1944  توسط جان فون نویمان شروع شد. در آن موقع، فون نویمان مشغول پروژه منهتن بود و لازم بود تعیین کند که آیا انفجار گزینه مناسبی برای منفجر کردن بمب اتمی است یا نه که یک سال بعد مورد استفاده قرار می‌گیرد.مارک اول همچنین جدول های ریاضی را محاسبه و چاپ کرد که هدف اولیه چارلز بابیج مخترع بریتانیایی برای " موتور تحلیلی " خود در سال 1837 بود.
به گفته ادموند برکلی ، اپراتورهای مارک اول اغلب ماشین را «بسی، موتور بسل» نامیده اند، بعد از توابع بسل.
مارک اول در سال 1959 جدا شد.قسمتی از آن به IBM اهدا شد، بخشی به موسسه اسمیتسونیان رفت و قسمتی هم وارد مجموعه ابزارهای علمی تاریخی هاروارد شد. برای دهه هایی، قسمت هاروارد در لابی آزمایشگاه محاسبات آیکن به نمایش در آمد. حدود سال 1997 بود که به مرکز علوم هاروارد منتقل شد. در سال 2021، دوباره به لابی مجتمع جدید علوم و مهندسی هاروارد در آلستون، ماساچوست انتقال یافت.

## ریشه ها
مفهوم اصلی توسط هوارد آیکن در نوامبر 1937 به IBM ارائه شد بعد از یک تحقیق امکان سنجی که توسط مهندسان IBM انجام شد، رئیس شرکت جناب توماس واتسون به طور شخصی پروژه و بودجه آن را در فوریه 1939 تأیید کرد.
هوارد آیکن در اوایل سال 1937 آغاز به جستجوی یک شرکت برای طراحی و ساخت ماشین حساب خود کرد. پس از دو عدم پذیرش،  یک مجموعه نمایشی به او نشان دادند که پسر چارلز بابیج 70 سال قبل به دانشگاه هاروارد اهدا کرده بود. این سبب شد که او به مطالعه بابیج بپردازد و منابعی را به موتور تحلیلی با پیشنهاد خودش اضافه کند. ماشین نهایی "اصول بابیج را درباره موتور تحلیلی تقریباً به تحقق کامل رساند و همچنین ویژگی های جدید مهمی را اضافه نمود." 
ای اس سی سی  توسط IBM در کارخانه Endicott توسعه یافت و ساخته شد و در فوریه 1944 به هاروارد ارسال شد. این محاسبات برای اداره کشتی های نیروی دریایی ایالات متحده در ماه مه شروع شد و رسما در 7 آگوست 1944 به دانشگاه ارائه شد .
اگرچه این دستگاه اولین کامپیوتری نیست که کار می‌کند ، اما اولین دستگاهی
محسوب می شد که اجرای محاسبات پیچیده را به طور خودکار انجام میداد و آن را به یک گام مهم رو به جلو برای محاسبات تبدیل کرد.

## طراحی و ساخت
ای اس سی سی از سوئیچ ها, رله ها, شفت های چرخشی و کلاچ ها ساخته شده است .765000 قطعه الکترومکانیکی و صدها مایل سیم مورد استفاده قرار گرفته است که حجم آن ۸۱۶ فوت مکعب (۲۳ متر مکعب)   -به طول ۵۱ فوت (۱۶ متر) ،ارتفاع ۸ فوت (۲٫۴ متر) و به عمق ۲ فوت (۰٫۶۱ متر) و وزن آن حدود ۹٬۴۴۵ پوند (۴٫۷ تن کوچک؛ ۴٫۳ تن متری) بود . واحدهای محاسباتی اصلی لازم بود به صورت مکانیکی هماهنگ و نیرودهی می شدند،پس آنها توسط یک شفت محرک۵۰-فوت (۱۵-متر)  متصل به ۵ اسب بخار (۳٫۷ کیلووات) موتور الکتریکی کار می کردند،که به عنوان منبع اصلی انرژی و ساعت سیستم عمل می کرد. از آرشیو IBM:
ماشین حساب کنترل توالی خودکار (هاروارد مارک اول) اولین ماشین عاملی بود که قادر بود محاسبات طولانی را اتوماتیک انجام دهد. پروژه ای که توسط دکتر هاوارد آیکن از دانشگاه هاروارد طراحی شد، مارک اول توسط مهندسان آی بی ام در Endicott، نیویورک ساخته شد. یک قاب فولادی به طول 51 فوت و ارتفاع 8 فوت، ماشین حساب را حفظ می کرد که شامل یک صفحه متصل به هم از چرخ دنده های کوچک، شمارنده ها، سوئیچ ها بود. و مدارهای کنترل، همه فقط چند اینچ عمق دارند. ای اس سی سی از ۵۰۰ مایل (۸۰۰ کیلومتر) سیم با سه میلیون اتصال،3500 رله چند قطبی همراه با 35000 تماس،2250 شمارنده،1464 کلید ده قطبی و ردیف های شامل 72 ماشین اضافه کننده،که هر کدام 23 عدد قابل توجه داشت استفاده کرد. این بزرگترین ماشین حساب الکترومکانیکی صنعت بود.
محفظه مارک اول توسط طراح صنعتی آمریکایی آینده نگر نورمن بل گدس با هزینه آی بی ام طراحی شده است. آیکن از این ناراحت بود که هزینه (با توجه به گفته گریس هاپر 50000 دلار یا بیشتر) برای ساخت تجهیزات کامپیوتری اضافی استفاده نشده بود.

## عمل
مارک اول دارای 60 مجموعه از 24 سوئیچ برای ورود داده ها به صورت دستی بود و قادر به ذخیره 72 عدد بود که هر کدام 23 رقم اعشاری طول دارند.  این توانایی دارد که 3 جمع یا تفریق در یک ثانیه انجام دهد. یک ضرب 6 ثانیه وقت می گرفت، یک تقسیم 15.3 ثانیه زمان برد و یک لگاریتم یا یک تابع مثلثاتی بیش از یک دقیقه طول کشید.
مارک اول دستورالعمل های خود را از یک نوار کاغذی پانچ شده 24 کانالی خواند. دستور کنونی را اجرا کرد و سپس دستور بعدی را خواند. یک نوار جداگانه قادر است دارای اعدادی برای ورودی باشد، ولیکن که قالب‌های نوار قابلیت تعویض ندارند. دستورالعمل ها را نمی توان از رجیسترهای ذخیره سازی اجرا کرد.با توجه به اینکه دستورالعمل ها قابلیت ذخیره کردن در حافظه کاری را ندارند، به طور گسترده گفته می شود که هاروارد مارک اول منشا معماری هاروارد بوده است. با این حال، این موضوع در The Myth of the Harvard Architecture انتشار یافته در IEEE Annals of History of Computing  مورد بحث قرار گرفته است، که نشان دهنده آن است که اصطلاح «معماری هاروارد» تا دهه 1970 مورد استفاده قرار نگرفته (در زمینه میکروکنترلرها) و تنها به شکل گذشته نگر برای ماشین‌های هاروارد مورد استفاده قرار می گیرد، و این اصطلاح را فقط برای Mark III و IV به می توان استفاده کرد، نه برای Mark I یا II .

مکانیسم توالی اصلی به شکل یک جهته بود. یعنی برنامه های پیچیده باید از نظر فیزیکی طولانی باشند. یک حلقه برنامه با باز کردن حلقه یا با اتصال انتهای نوار کاغذی شامل برنامه به ابتدای نوار (به معنای واقعی کلمه ایجاد یک حلقه ) انجام شد. در ابتدا انشعاب شرطی در مارک اول به شکل دستی انجام شد. تغییرات بعدی در سال 1946 انشعاب خودکار برنامه (با فراخوانی زیر روال ) را معرفی کرد. اولین برنامه نویسان مارک اول از پیشگامان محاسبات ریچارد میلتون بلوخ ، رابرت کمپبل و گریس هاپر بودند. همچنین یک تیم فنی کوچک وجود داشت که وظیفه راه اندازی ماشین را بر عهده داشتند. بعضی از آنها قبل از پیوستن به نیروی دریایی برای کار بر روی ماشین، کارمند آی‌بی‌ام بودند.  این تیم فنی وقتی که در هاروارد بودند از هدف کلی کار خود آگاه نشدند.
- پانچ نواری که برای تهیه برنامه ها استفاده می شود
- نوار برنامه باوصله های برنامه نویسیقابل دیدن هستند
- سوئیچ های چرخشی که برای وارد کردن ثابت های برنامه مورد استفاده قرار می گیرد
- نشانگرهای توالی و سوئیچ ها
- قسمت پشت بخش محاسبات

## فرمت دستورالعمل
24 کانال نوار ورودی به سه رشته هشت کانالی تقسیم شدند. به هر مکان برای ذخیره کردن، هر مجموعه از سوئیچ ها و رجیسترهای مرتبط با ورودی، خروجی و واحدهای حسابی یک شماره شاخص شناسایی مخصوص نسبت داده شده. این اعداد به صورت باینری روی نوار کنترل به نمایش در می آمدند . رشته اول نمایه باینری نتیجه عملیات، دومی منبع داده برای عملیات و رشته سوم کد عملیاتی بود که باید اجرا شود.

## مشارکت در پروژه منهتن
در سال 1928، LJ Comrie اولین نفری بود که آی بی ام را "تجهیزات کارت پانچ شده" را تبدیل به استفاده علمی کرد: حساب کردن جداول نجومی با روش تفاوت های متناهی، همانطور که بابیج 100 سال قبل برای موتور تفاوت خود پیش بینی کرده بود. به زودی پس از آن، آی بی ام شروع به تغییر جدول‌سازهای خود برای آسان تر کردن این نوع محاسبات کرد. یکی از این جدول‌ها که در سال 1931 ساخته شد، The Columbia Difference Tabulator بود.
جان فون نویمان یک تیمی در لوس آلاموس داشت که از "ماشین های کارت پانچ آی بی ام اصلاح شده"  برای تعیین کردن اثرات انفجار استفاده کردند. در مارس 1944، او پیشنهاد اجرا کردن مشکلات خاصی در مورد انفجار مارک اول را داد و در سال 1944 با دو ریاضیدان برای نوشتن یک برنامه شبیه سازی شده برای مطالعه انفجار اولین بمب اتمی وارد شد. 
گروه لوس آلاموس کار خود را در زمان بسیار کمتری نسبت به گروه کمبریج به اتمام رساند. با این حال، عملکرد ماشین کارت پانچ مقادیر را تا شش رقم اعشار محاسبه می‌کند، در حالی که مارک اول مقادیر را تا هجده رقم اعشار محاسبه می‌کند .همچنین مارک اول معادله دیفرانسیل جزئی را در اندازه فاصله بسیار کوچکتر [یا مش کوچکتر] ادغام کرد و به همین ترتیب به دقت بالاتری دست یافت .
فون نیومن در سال 1943 به پروژه منهتن پیوست و بر روی بسیاری محاسبات لازم برای ساخت بمب اتمی کار کرد. او نشان داد که طرح انفجاری که بعدا در بمب های ترینیتی و مرد چربی مورد استفاده قرار خواهد گرفت، احتمالا سریعتر و مفیدتر از طراحی تفنگ است." 

## آیکن و آی بی ام
آیکن یک بیانیه مطبوعاتی منتشر کرد که در آن مارک اول خود را به عنوان تنها "مخترع" فهرست کرد. جیمز دبلیو برایس تنها کسی بود که از آی بی ام اسمش برده شد،اگرچه چندین مهندس آی بی ام از جمله Clair Lake و Frank Hamilton در ساخت عناصر مختلف کمک کرده بودند. رئیس آی بی ام توماس جی واتسون عصبانی شد، تنها و با اکراه در مراسم وقف در 7 آگوست 1944 حاضر شد. آیکن به نوبه خود تصمیم گرفت ماشین های بیشتری بدون کمک IBM بسازد و ASCC عموماً به اسم "هاروارد مارک اول" شناخته شد. IBM به ساخت ماشین حساب الکترونیکی توالی انتخابی خود (SSEC) ادامه داد تا هم آزمایش فناوری جدید را انجام دهد و هم تبلیغات بیشتری را برای تلاش های شرکت ارائه دهد.

## جانشینان
مارک اول توسط هاروارد مارک دوم (1947 یا 1948)، مارک III/ADEC (سپتامبر 1949) و هاروارد مارک چهارم (1952)- همه کارهای آیکن - دنبال شد.مارک دوم یک پیشرفت نسبت به مارک اول محسوب می شد، اگرچه هنوز بر اساس رله های الکترومکانیکی بود. مارک سوم عمدتاً از قطعات الکترونیکی - لوله‌های خلاء و دیودهای کریستالی - استفاده می‌کرد، اما شامل اجزای مکانیکی هم می‌شد: درام‌های مغناطیسی چرخشی برای ذخیره‌ کردن، به‌علاوه رله‌هایی برای انتقال دادن داده‌ها بین درام‌ها.مارک چهارم کاملاً الکترونیکی بود و اجزای مکانیکی باقیمانده را با حافظه هسته مغناطیسی جایگزین کرد.مارک دوم و مارک سوم به پایگاه نیروی دریایی ایالات متحده در Dahlgren، ویرجینیا تحویل داده شدند. مارک چهارم برای نیروی هوایی ایالات متحده ساخته شد، اما در هاروارد باقی ماند.</link>
مارک اول در سال 1959 جدا شد و قسمت هایی از آن در مرکز علوم به عنوان بخشی از مجموعه ابزارهای علمی تاریخی هاروارد به نمایش در آمد. در جولای 2021 به مجتمع علوم و مهندسی جدید در آلستون انتقال یافت. قسمت های دیگر دستگاه اصلی خیلی زودتر به IBM و موسسه اسمیتسونیان منتقل شده بود.

## همچنین ببینید
- موتور دیفرانسیل - یک کامپیوتر مکانیکی پیشگام در قرن نوزدهم
- تاریخچه سخت افزار محاسباتی
- لیست کامپیوترهای الکترومکانیکی
- لیست کامپیوترهای لوله خلاء